# Villeneuve-le-Comte
Villeneuve-le-Comte ist eine französische Gemeinde mit 1869 Einwohnern (Stand 1. Januar 2022) im Département Seine-et-Marne in der Region Île-de-France. Sie gehört zum Arrondissement Provins und zum Kanton Ozoir-la-Ferrière. Villeneuve-le-Comte gehört zum Gemeindeverband Val d’Europe Agglomération. Die Einwohner werden Villecomtois genannt.

## Geographie
Villeneuve-le-Comte befindet sich östlich von Paris und umfasst eine Fläche von 1908 Hektar. Nachbargemeinden sind:
- Coutevroult im Nordosten
- Villiers-sur-Morin im Osten
- Voulangis im Osten
- Dammartin-sur-Tigeaux im Südosten
- Mortcerf im Südosten
- Neufmoutiers-en-Brie im Süden
- Villeneuve-Saint-Denis im Westen
- Bailly-Romainvilliers im Nordwesten

## Bevölkerungsentwicklung
| Jahr      | 1962 | 1968 | 1975 | 1982 | 1990 | 1999 | 2006 | 2011 |
| Einwohner | 662  | 908  | 1117 | 1173 | 1297 | 1683 | 1755 | 1791 |

## Sehenswürdigkeiten

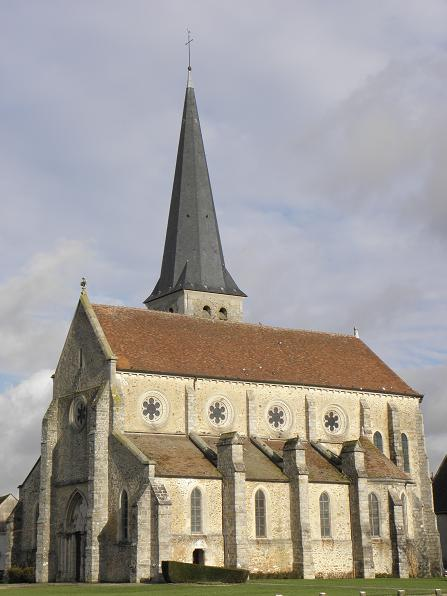
Kirche Notre-Dame-de-la-Nativité

Siehe auch: Liste der Monuments historiques in Villeneuve-le-Comte
- Kirche Notre-Dame-de-la-Nativité
- Obelisk von Villeneuve-le-Comte